# Glasbeni ekspresionizem
GEX je kompozicijski stil v glasbi, nastal v prvem desetletju 20. stoletja.
Ob impresionizmu se je v začetju 20. stoletja kot izraz notranje razdvojenosti umetnika v času socialnih in nacionalnih krivic, kot protest proti formalizmu države, meščanstva in takratnega načina življenja nasploh, kot reakcija na takratno stanje v umetnosti in v času slutnje prve svetovne vojne začel razvijati nov stil: ekspresionizem. Pojavil se je v vseh umetniških zvrsteh: v likovni umetnosti, književnosti (predvsem v dramah in liriki), v glasbi, v gledališki in filmski umetnosti. V nasprotju z impresionizmom ekspresionizem ne ustvarja na podlagi impresij, ampak ekspresij, tj. umetnikovih notranjih doživljajev ob zanikanju mnogih do tedaj veljavnih zakonov.
Glasbeni ekspresionizem odstopa od harmonskih, melodičnih, kontrapunktičnih, ritmičnih in formalnih pravil kompozicije in postopno vodi v atonalnost in dodekafonijo. Najpomembnejši skladatelji tega obdobja so Avstrijci Arnold Schoenberg, Alban Berg in Anton Webern; v slovenskem prostoru pa Marij Kogoj.
Navkljub temu ekspresionistični izraz v začetku 20. stoletja ni bil nekaj povsem novega, saj zasledimo nekatere ekspresionistične značilnosti že pri Monteverdiju, Bachu, Wagnerju, Mahlerju in drugih skladateljih; kar pomeni, da ekspresionizem ni vezan le na atonalno glasbo in dodekafonski sistem, ampak je možen tudi v okviru starega dur-molovskega sistema.